# Ogygis Planum
L'Ogygis Planum è una struttura geologica della superficie di Marte.
Il planum riprende il nome dalla vicina caratteristica di albedo Ogygis Regio.